# Ulicová vesnice
Ulicová vesnice, zkráceně též ulicovka je tradiční typ podlouhlé vesnice, kde jsou domy seřazeny podél obou stran místní komunikace. Na rozdíl od silnicovky se nejedná o dálkovou komunikaci, cesta ve vsi obvykle končí. Pokud má vesnice protáhlou náves nebo se zástavba v určitém místě rozšiřuje, označuje se jako návesní ulicovka.
Ulicové vesnice se vyskytují v Čechách, na Moravě, v Podunajské nížině a na východním Slovensku.